# Agrilus pachycerus
Agrilus pachycerus é uma espécie de inseto do género Agrilus, família Buprestidae, ordem Coleoptera.
Foi descrita cientificamente por Pochon, 1972.